# Namhansanseong
Namhansanseong je název rozsáhlého opevněného komplexu staveb nacházejícího se přibližně 25 km jihovýchodně od centra Soulu. Tato pevnost je umístěna v zalesněném horském terénu, což v minulosti zvyšovalo její obrannou schopnost. Sloužila jako krizové útočiště a záložní hlavní město během vlády dynastie Čoson (1392–1910). Ubytovací kapacita byla až 4000 osob a poskytovala zázemí pro všechny důležité administrativní a vojenské funkce. Pevnost nese řadu architektonických prvků charakteristických pro pevnosti ve východní Asii, spojují se zde vlivy Čosonské Koreje, Japonska za období Azuči-Momojama a čínských říší a Ming a Čching. Nejstarší část pochází ze 7. století (obrana království Silla před čínskou říší Tchang), ale komplex byl několikrát významně rozšiřován a přestavován. Nachází se zde množství historických vojenských, náboženských i světských staveb. Namhansanseong je považován za jeden z korejských národních symbolů.

## Fotogalerie

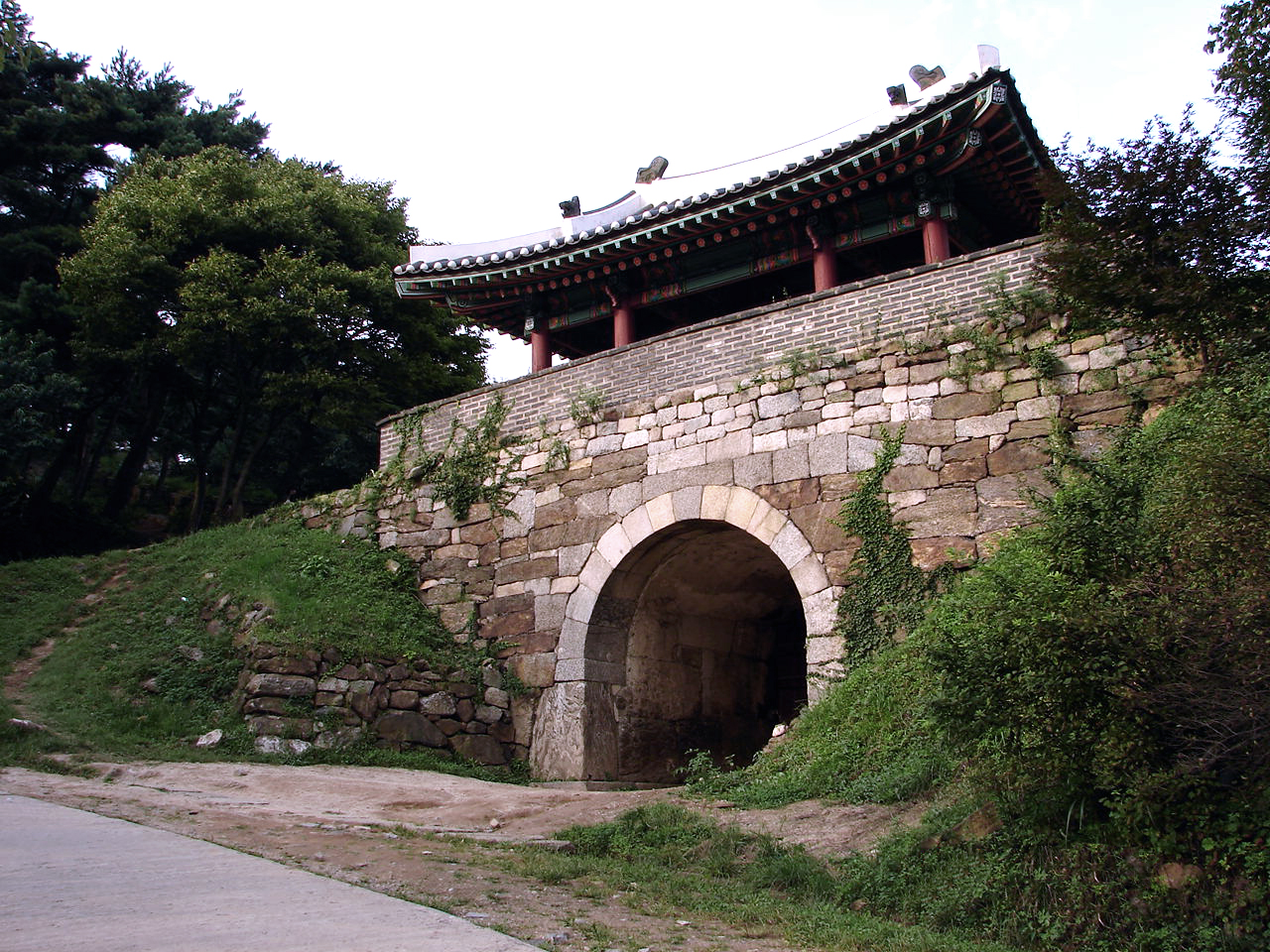
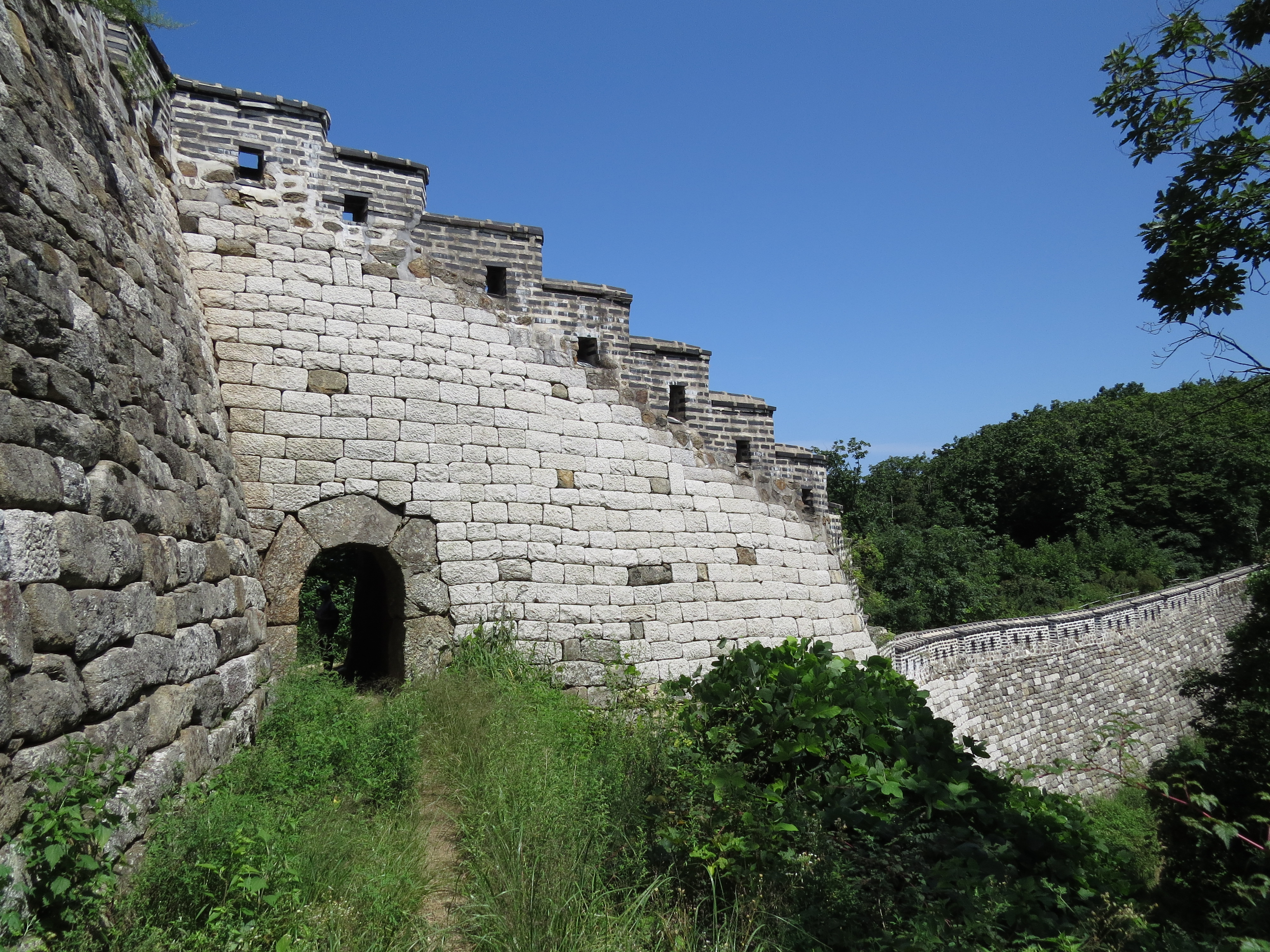
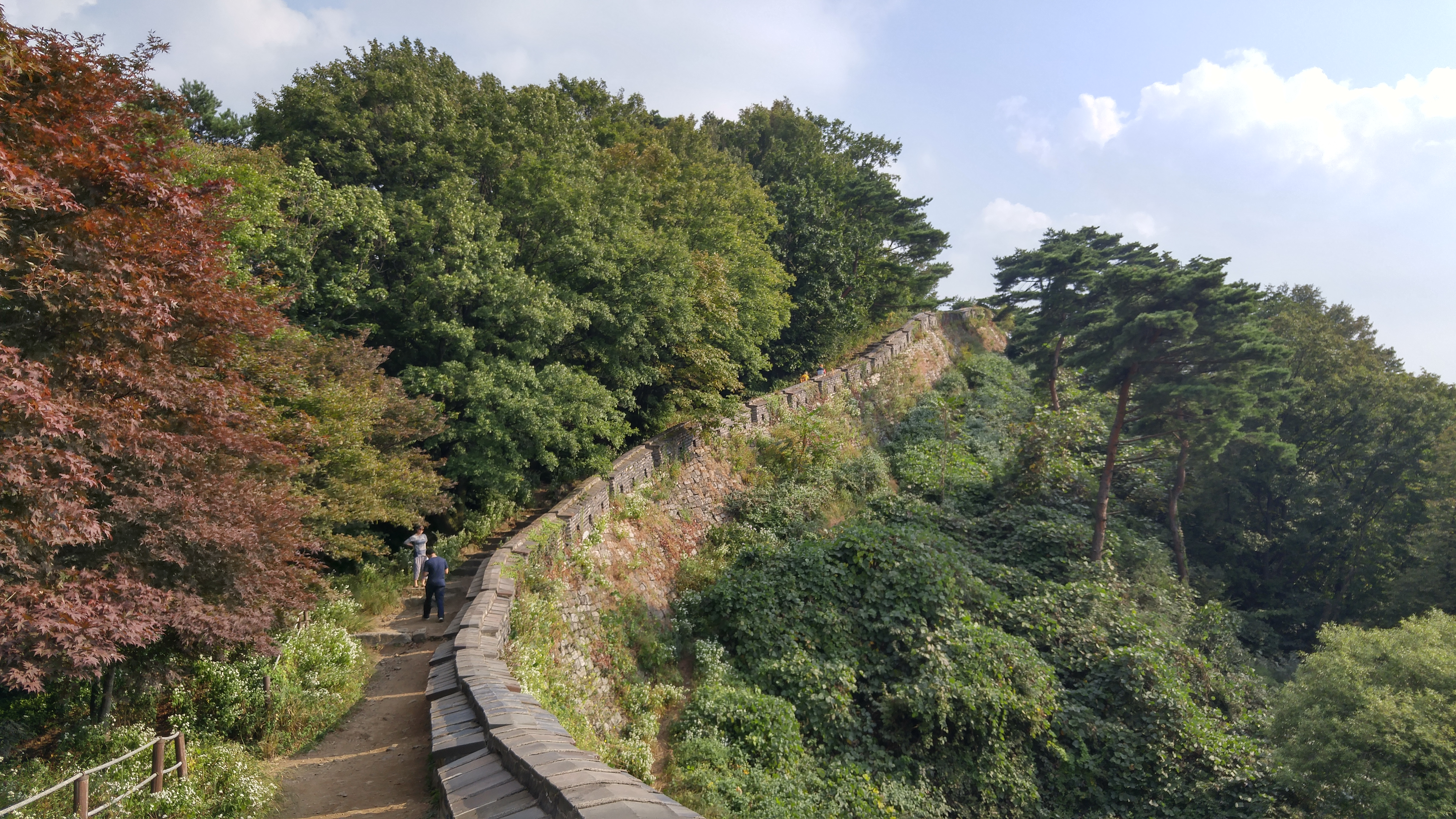
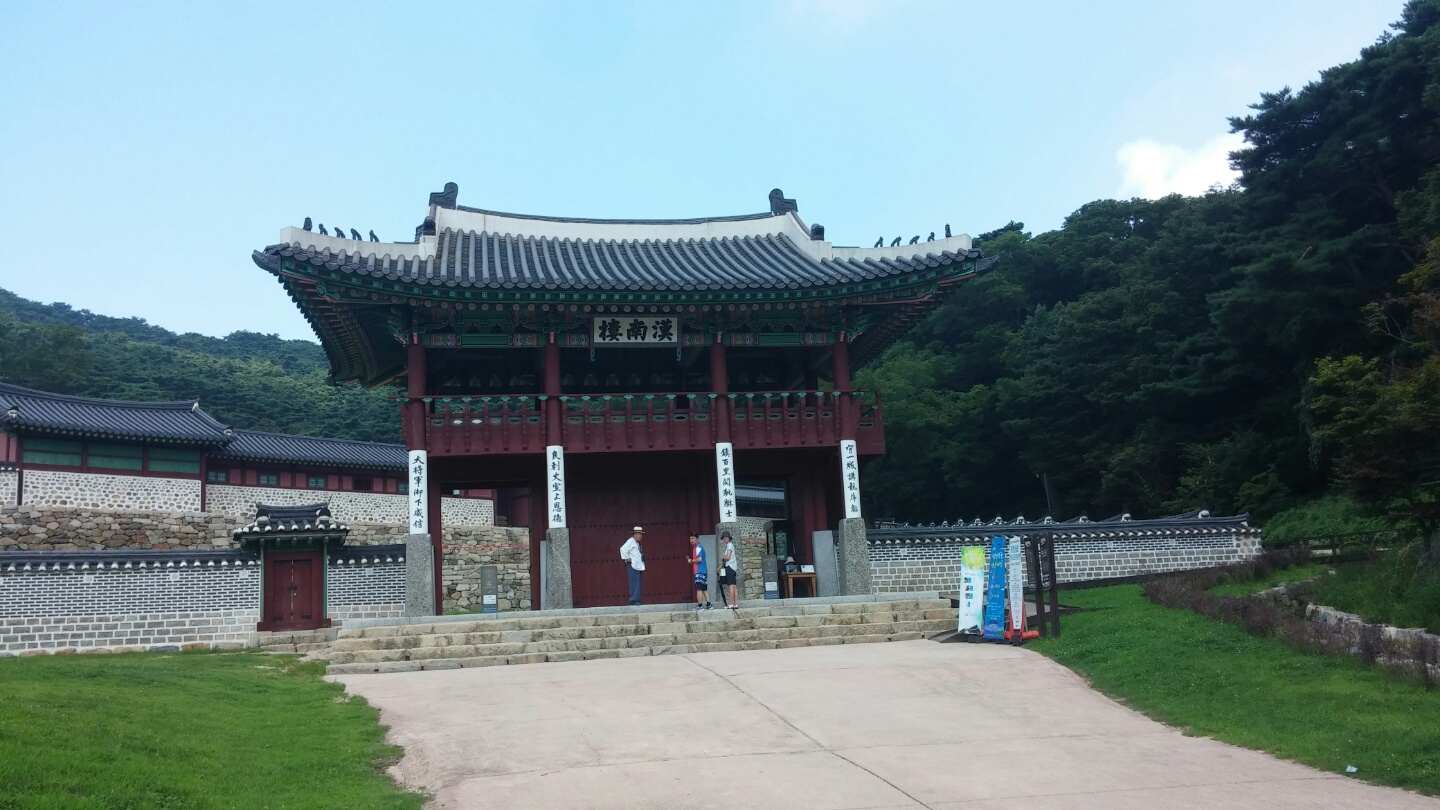